# Krasnyj Cwiet
Krasnyj Cwiet (ros. Красный Цвет) – osiedle w Rosji, w obwodzie omskim, w rejonie moskaleńskim. W 2021 liczyło 156 mieszkańców.